# 통제변인
통제변인(統制變因, 영어: control variable)은 실험에서 일정하게 유지시키는 잠재적인 독립변인을 뜻한다. 이 변인(variable)은 조작 변인에 대해서 고정 변인이다. 이러한 통제변인이 잘 고정되고 잘 확인될수록 조작변인에 의한 결과치는 유효한 데이터로서 받아들여질 수 있다. 

## 독립 변인과 종속 변인
- 독립변인 - 실험 결과에 영향을 주는 변인
- 종속변인 - 독립변인에 따라 변하는 변인으로 실험 결과에 해당한다.

## 조작변인과 통제변인
- 조작변인 - 가설 검증을 위해서 실험에서 의도적이고 체계적으로 변화시키는 변인
- 통제변인 - 실험하는 동안 일정하게 유지시켜야 하는 잠재적인 독립변인

## 같이 보기
- 매개변인
- 가외변인 (외재변인)
- 연구외 변인